# Fats Waller
Fats Waller, właśc. Thomas Wright Waller (ur. 21 maja 1904 w Nowym Jorku, zm. 15 grudnia 1943 w Kansas City) – amerykański jazzowy pianista, organista, kompozytor oraz artysta kabaretowy. 
Utalentowany pianista – szeroko znany jako mistrz stride piano – Waller był jednym z najbardziej znanych wykonawców tamtych czasów. Jego utwory trafiały m.in. do Grammy Hall of Fame.
Zmarł na zapalenie płuc, mając 39 lat.